# Bataille de Kalijati
 (juillet 2023).
Batailles
Invasion des Indes orientales néerlandaises
- Bornéo (1941-1942)
- Manado
- Tarakan (1942)
- Balikpapan (1942)
- Amboine
- Makassar
- Sumatra
- Badung
- Timor
- Première bataille de la mer de Java
- Détroit de la Sonde
- Java
- Seconde bataille de la mer de Java

Japon :
- Raid de Doolittle
- Bombardements stratégiques sur le Japon (Tokyo
- Yokosuka
- Kure
- Hiroshima et Nagasaki)
- Raids aériens japonais des îles Mariannes
- Campagne des archipels Ogasawara et Ryūkyū
- Opération Famine
- Bombardements navals alliés sur le Japon
- Baie de Sagami
- Invasion de Sakhaline
- Invasion des îles Kouriles
- Opération Downfall
- Reddition du Japon

Pacifique central :
- Pearl Harbor
- Guam (1941)
- Wake
- Raid sur les îles Gilbert et Marshall
- Opération K
- Midway
- Opération RY
- Campagne des îles Gilbert et Marshall
- Campagne des îles Mariannes et Palaos
- Campagne des archipels Ogasawara et Ryūkyū
- Opération Inmate

Pacifique du sud-ouest :
- Nauru
- Invasion des Philippines (1941-42)
- Invasion des Indes orientales néerlandaises
- Opérations de l'Axe dans les eaux australiennes
- Raids aériens japonais sur l'Australie (1942-43)
- Opération Ke
- Campagne des îles Salomon
- Campagne de Nouvelle-Guinée
- Campagne des Philippines
- Campagne de Bornéo (1945)

Asie du sud-est :
- Invasion de l'Indochine (1940)
- Océan Indien (1940-45)
- Guerre franco-thaïlandaise
- Invasion de la Thaïlande
- Campagne de Malaisie
- Hong Kong
- Singapour
- Campagne de Birmanie
- Opération Kita
- Indochine (1945)
- Détroit de Malacca
- Opération Jurist
- Opération Tiderace
- Opération Zipper
- Bombardements stratégiques (1944-45)

Guerre sino-japonaise
Front d'Europe de l’Ouest
Front d'Europe de l’Est
Bataille de l'Atlantique
Campagnes d'Afrique, du Moyen-Orient et de Méditerranée
Théâtre américain
La bataille de Kalijati est une bataille qui s'est déroulée entre le 1er mars au 3 mars 1942 pendant la campagne néerlandaise des Indes orientales entre les forces d'invasion japonaises et les forces coloniales néerlandaises. Il s'est disputé le contrôle de l'aérodrome de Kalijati à Subang.
À la suite de leur atterrissage inattendu, les forces japonaises commandées par Toshinari Shōji se sont déplacées rapidement et ont saisi l'aérodrome le jour même de son atterrissage avant que le commandement néerlandais ne puisse déployer des renforts. Le lendemain, les forces néerlandaises ont lancé une contre-attaque pour tenter de reprendre l'aérodrome, qui a failli réussir mais a finalement échoué. La deuxième contre-attaque néerlandaise, plus importante, le 3 mars, a été interceptée par le soutien aérien japonais qui a réussi à empêcher la majorité des unités néerlandaises de lancer l'assaut, forçant une retraite néerlandaise vers Bandung.

## Prélude
Au cours de la campagne des Indes orientales néerlandaises, à la suite de la prise par les Japonais de villes et d'îles en dehors de Java (par exemple Tarakan, Balikpapan et Palembang), le commandement japonais commence les préparatifs de l'invasion de Java, qui impliquera la seizième armée. Dans le cadre de la planification japonaise, un objectif clé a été déterminé : l'aérodrome de Kalijati près de la côte nord de Java, qui devait être pris malgré les risques encourus. Une partie de la force d'invasion de Java (la 2e division et des éléments de la 38e division) a été rassemblée à la baie de Cam Ranh pour atterrir dans la province du Java occidental, tandis que la 48e division a été désignée pour débarquer dans la province du Java oriental après avoir traversé le détroit de Makassar.
Le 27 février 1942, les Alliés tentèrent d'intercepter la flotte d'invasion japonaise en utilisant les moyens navals disponibles dans la région, mais échouèrent et subirent de lourdes pertes.

## Forces et débarquements
Tôt le 1er mars, vers 2 heures du matin, les forces japonaises, avec un total d'environ 23 500, ont commencé à débarquer à plusieurs endroits de l'île de Java, dont une force affectée à Eretan Wetan (aujourd'hui dans la Kabupaten d'Indramayu ). Le débarquement à Eretan Wetan, commandé par le colonel Toshinari Shōji, visait directement Bandung, qui abritait le quartier général militaire et politique des Hollandais et des Alliés à Java. L'armée de l'air alliée (principalement des avions de combat de la Royal Air Force) a lancé des raids nocturnes sur le débarquement japonais, mais avec peu d'impact en raison des mauvaises conditions météorologiques - des sources de la marine japonaise ont noté quelques blessures mais ont fait remarquer que les attaques n'ont pas gêné les débarquements. Plus tard, cependant, une autre attaque aérienne à l'aube fait environ 100 victimes dans le détachement Shōji.
Les Japonais avaient choisi Eretan Wetan comme point d'atterrissage car c'était le point d'atterrissage le plus proche des routes, permettant un déploiement rapide de véhicules à moteur pour un assaut rapide sur Kalijati. Le commandement néerlandais n'a stationné aucun personnel près d'Eretan, cependant, car ils ne s'attendaient pas à un débarquement là-bas en raison des pénuries de personnel et des marées hautes saisonnières dans la région. Par coïncidence, les troupes de Shōji n'avaient pas été équipés pour le combat lors de l'atterrissage car ils s'étaient également attendus à ce que leurs atterrissages soient sans opposition. De plus il ne pouvait pas espérer un soutien aérien car les bases aériennes Japonaises étaient trop loin pour avoir un impact significatif sur la bataille, la capture de l'aérodrome était donc vitale pour les Japonais.
L'unité de Shōji était basée sur un noyau du 230 e régiment de la 38e division, avec des unités de soutien comptant environ 3 000 hommes au total. Le détachement a ensuite été subdivisé en deux « groupes d'assaut » et un groupe de couverture, et un groupe d'assaut (au nombre d'environ 1 200 hommes) dirigé par le major Shichiro Wakamatsu étant chargé de capturer l'aérodrome de Kalijati. L'aérodrome de Kalijati à une distance de 75 km d'Eretan Wetan, a été initialement défendu par une seule compagnie KNIL de 180 hommes sous les ordres du lieutenant-colonel J.J. Zomer, et a ensuite été remplacé par 170 membres du personnel britannique (y compris des unités de l'armée et de la RAF) qui sont arrivés dans la nuit du 28 février alors que les soldats du KNIL prenaient plutôt des positions défensives à une certaine distance de l'aérodrome lui-même. Au total, y compris les artilleurs anti-aériens déjà stationnés à Kalidjati, il y avait là 350 soldats britanniques. Le matin du 1er mars, une fois que la garnison a été informée des débarquements japonais, les pilotes des avions de combat de la RAF ont reçu l'ordre de se déplacer vers l'aérodrome d'Andir à Bandung.

## Bataille

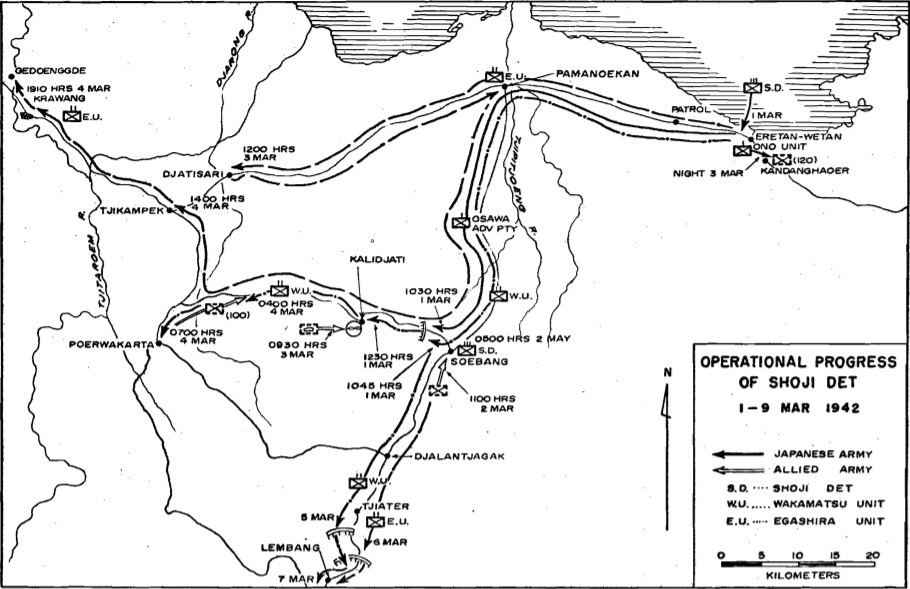
Mouvement du détachement Shoji après son débarquement

À 6 heures du matin, l'unité de Wakamatsu avait quitté le point d'atterrissage et à 10h30, les unités avancées ont rencontré des unités KNIL. Les chars légers japonais étaient alors arrivés à portée de tir de l'aérodrome et ont ouvert le feu, et pendant les combats des avions de combat ont réussi à décoller juste au moment où les chars entraient dans l'aérodrome. D'autre part, les forces hollandaises stationnées à Kalijati n'ont pas pu contacter leurs commandants à Bandung concernant l'attaque japonaise imminente avant environ 7 heures du matin, car leurs communications ont été interrompues par de fortes pluies. Peu de temps avant l'assaut sur l'aérodrome de Kalijati, les forces japonaises à leur point d'atterrissage ont repoussé une tentative de contre-attaque néerlandaise à Eretan Wetan, les rapports japonais estimant le nombre de contre-attaquants entre 400 et 500. 
Peu de temps après, les unités gardant l'aérodrome se sont brisées et se sont échappées, et lorsque l'infanterie japonaise est arrivée, elle a pris position et a pris d'assaut les dernières positions résistantes dont le personnel s'est rendu en raison d'un manque d'armements antichars. Environ 80 des troupes britanniques et hollandaises qui se sont rendues ont été exécutées par les Japonais.

### Contre attaque
Au début de l'après-midi du 1er mars, les forces néerlandaises avaient rassemblé à la hâte une unité pour une contre-attaque, comprenant 24 chars légers, plusieurs véhicules blindés, une compagnie d'infanterie et trois canons antichars. L'unité a quitté Bandung à 14 heures, mais n'a pas atteint sa destination à la tombée de la nuit et l'attaque a dû être reportée au lendemain. Une autre unité plus importante (le "Teerink Group") d'environ 1 000 soldats s'est également engagée à reprendre l'aérodrome, suivie du 2 nd régiment d'infanterie du KNIL. Les premiers avions japonais étaient arrivés à Kalijati vers le crépuscule du 1er mars. 
2 mars
Vers 8h15, le premier groupe a lancé son attaque contre les troupes japonaises autour de Subang. Malgré des combats acharnés, l'unité n'a pas réussi à déloger les Japonais et après environ deux heures les alliés ont commencé à se désengager, le combat se terminant vers midi. Les forces néerlandaises avaient eu au moins 14 tués et 34 autres disparus, 13 de leurs chars détruits et 5 gravement endommagés. Les Japonais avaient subi au moins 20 tués,. Tout au long de la soirée jusqu'au lendemain matin, l'aviation alliée a lancé des missions de reconnaissance et de bombardement pour soutenir la contre-attaque.
Une évaluation ultérieure néerlandaise de la contre-attaque du 2 mars a noté que les Japonais avaient à peine réussi à résister à l'assaut.
3 mars
La principale unité néerlandaise pour la contre-attaque était le 2e régiment régiment d'infanterie renforcé du KNIL, qui comptait environ 3 500 hommes au total, bien que la plupart de leurs soldats n'aient aucune expérience de combat, à l'exception de certaines unités attachées qui ont combattu lors de la bataille de Palembang. L'unité était commandée par le général de division Jacob Pesman. La tête de colonne blindée/motorisée de Bandung a cependant été interceptée par des avions japonais, qui ont réussi à détruire plus de 150 véhicules et une quantité importante d'armes à feu et de munitions, faisant plus de 100 victimes néerlandaises,. À cette époque, plusieurs unités aériennes japonaises s'étaient redéployées à Kalijati.
Les raids aériens, s'ils ne font pas trop de victimes faute de bombes antipersonnel côté japonais, démoralisent considérablement les soldats du KNIL et empêchent leurs officiers de regrouper leurs unités après chaque raid aérien. Finalement, les soldats, déjà épuisés d'avoir été rapidement déplacés, se sont brisés et surtout de nombreux soldats non européens se sont dispersés et ont fui. Au total, quelque 300 hommes ont été enregistrés comme morts, blessés ou portés disparus. Un seul élément de l'unité blindée a réussi à atteindre les positions japonaises et a été chassé. Le groupe Teerink a également été démoralisé par les raids aériens japonais et n'a pas réussi à lancer une contre-attaque sérieuse. Il y a eu un autre assaut des forces hollandaises contre les positions de débarquement japonaises à Eretan Wetan, mais l'attaque a été bloquée par l'artillerie japonaise et a été forcée de se retirer, après avoir perdu une trentaine d'hommes. La plupart des forces terrestres japonaises n'ont pas vu beaucoup de combats contre la contre-attaque hollandaise.

## Conséquences
Le 2e régiment d'infanterie du KNIL a été mis hors de combat à la suite des raids aériens intensifs et n'a pas pu participer davantage au engagements. Après avoir sécurisé l'aérodrome, Shōji a choisi de lancer immédiatement un assaut direct contre Bandung, menant à la bataille du col de Tjiater. L'unité de Shōji et ses unités aériennes de soutien ont reçu plus tard des citations de mérite du commandant de la seizième armée Hitoshi Imamura à la suite de la campagne pour leurs actions à Kalijati (et plus tard au col de Tjiater). Les négociations et la signature formelle de la capitulation des Indes orientales néerlandaises ont eu lieu plus tard à l'aérodrome.